# Кинугаса (тежък крайцер, 1926)
Кинугаса (на японски: 衣笠) е тежък крайцер на Императорските ВМС на Япония, вторият представител на типа „Аоба“.
Името си носи в чест на планина в префектура Киото.
Построен е в Кобе в периода 1925 – 1927 г. Активно се използва в междувоенния период, в периода 1933 – 1940 г. преминава в Сасебо голяма модернизация.
В хода на бойните действия на Тихоокеанския театър на военните действия през Втората световна война, в периода 1941 – 1942 г., в състава на 6-а дивизия крайцери участва в превземането на Гуам, Уейк, Рабаул и Лае, сраженията в Коралово море, при остров Саво, при нос Есперанс и първото сражение при Гуадалканал. В хода на последното, на 13 ноември 1942 г., е потопен от американската авиация.

## Строителство
Поръчката за строителството на втората двойка 7500-тонни крайцери в рамките на „Нова програма за попълнение на флота“, на стойност по 15 млн. йени е дадена хода на 46-та сесия на японския парламент.
На 11 август 1922 г. на третия кораб (и първи в двойката) е присвоено названието „Кинугуса“, в чест на планина в префектура Киото. На 23 януари 1924 г. неговият корпус е заложен в корабостроителницата на компанията „Кавазаки“ в Кобе със заводски номер 541.
На вода крайцера е спуснат на 24 октомври 1926 г. На ходовите изпитания, на 18 юли 1927 г. в пролива Кий, при водоизместимост от 8610 тона и мощност на машините 106 959 к.с. той развива скорост от 35,486 възела, надвишавайки така контрактната величина от 34,5 възела.
На 20 септември същата година „Кинугаса“ е предаден на флота.

## История на службата
След влизането в строй „Кинугаса“, заедно с еднотипния „Аоба“, са зачислени в „червения“ флот за участие в ежегодните есенни учения и морски преглед на 30 октомври 1927 г. в Йокосука. След завършването им крайцера е назначен за флагман на 5-та дивизия крайцери, включваща също „Аоба“, „Фурутака“ и „Како“. През март на следващата година на него е поставен полагащия му се по проект катапулт Тип №1.
На 29 март 1928 г. четирите крайцера на 5-та дивизия отплават от залива Ариаке и 9 април пристигат в Рюджун, откъдето на 19-ти преминават в Циндао, където прикриват десанта на войските (Втора Шангунгска експедиция, започната под предлог защита правата на японските граждани на Шандунския полуостров). На 20 – 24 април на „Кинугаса“ са проведени работи по укрепването на горната палуба в района на третата кула на ГК. През есента на 1928-ма всичките четири крайцера участват в поредните маневри, а на 4 декември – в тържествения преглед на флота в Йокосука, за коронацията на император Хирохито.
На 28 март 1929 г. 5-та дивизия излиза в района на Циндао, на 3 април пристига в Рюджун и по-късно се връща обратно.
От 18 юли до 2 декември 1929 „Кинугаса“ преминава ремонт в Йокосука, в хода на който е подобрена работата на турбините и вентилацията на цистерните с течно гориво. В хода на това от 30 ноември ролята на флагман на съединението е предадена на „Аоба“. В периода март-април 1930 г. 120-мм установки тип B са заменени с щитовите тип B2.
На 17 май 1930 г. „Кинугаса“ заедно с „Аоба“ и „Како“ отплава от Нагоя за Южните морета, връщат се в Йокосука на 19 юни. Есента те участват в ежегодните маневри и преглед на флота, на 26 октомври в Кобе.
От 1 декември 1930 г. „Кинугаса“ е изваден в резерв и към януари 1931 катапулта Тип №1 е сменен с по-съвършения Тип №2.
На 1 декември 1932 г. „Кинугаса“, „Аоба“ (флагман) и „Како“ отново са включени в състава на 5-та дивизия. Към февруари 1933 на крайцера са поставени две сдвоени 13,2-мм картечници на мостика. През април трите кораба участват в маневри и стрелби при остров Ошима по кораба-цел „Хайкан № 2“ (бившият крайцер „Тоне“, потопен впоследствие от авиобомбите на палубната авиация на 30-то число), а на 20 май са придадени от 5-та на 6-та дивизия. На 29 юни крайцерите отплават от Сасебо към крайбрежието на Южен Китай, на 5 юли пристигат в Мако, на 13-ти са в Такао и се връщат в Токийския залив на 21 август. Там те участват в морския преглед на 25-то число.
В средата на септември „Кинугаса“ заедно с „Аоба“ и „Фурутака“ пристигат в Руджун, на 27-ми правят поход в района на Циндао и се връщат в Сасебо на 5 октомври. През 29 март – 4 април 1935 г. те плават към устието на Яндзъ и обратно. С връщането си „Кинугаса“ преминава ремонт от 17 май до 14 юни, в хода на който получава нова радиостанция. Есента на същата година всичките 3 крайцера на 6-та дивизия участват в маневрите на флота.
На 15 ноември 1935 г. „Кинугаса“ и „Аоба“ са придадени в състава на 7-ма дивизия. На 4 февруари 1936 те участват в учебни стрелби в пролива Бунго. На 15-ти към тях се присъединява „Фурутака“ и до края на месеца те изпълняват маневри в района на залива Ариаке. На 13 април всички 3 крайцера отплават от Фукуока за района на Циндао и се връщат в Сасебо на 22-ри. На 1 май те участват във високоскоростните маневри в залива Юя. От 20 юни 1936 до 31 март 1937 г. на „Кинугаса“ са заменени подемниците за полузарядите с кофични.
Във връзка с началото на войната с Китай „Кинугаса“ и „Аоба“ през 20 – 24 август 1937 г. съпровождат военни транспорти. На 1 септември те са извадени в резерва, но работите по модернизацията на крайцер в Сасебо започват на 15 октомври 1938 (по довоенни планове тя трябва да започне през лятото на 1937).

## Командири
- 24.10.1926 – 10.3.1928 капитан 1-ви ранг (тайса) Сигехико Тамура (на японски: 田村重彦);
- 10.3.1928 – 10.12.1928 капитан 1-ви ранг (тайса) Канекото Ивамура (на японски: 岩村兼言)[14];
- 10.12.1928 – 1.11.1929 капитан 1-ви ранг (тайса) Кийоши Китагава (на японски: 北川清)[15];
- 1.11.1929 – 1.12.1930 капитан 1-ви ранг (тайса) Томисабуро Отагаке (на японски: 大田垣富三郎)[16];
- 1.12.1930 – 1.3.1931 капитан 1-ви ранг (тайса) Кейджо Сомекава (на японски: 染河啓三);
- 1.3.1931 – 14.11.1931 капитан 1-ви ранг (тайса) Сиоджи Сибуя (на японски: 渋谷荘司);
- 14.11.1931 – 1.12.1932 капитан 1-ви ранг (тайса) Йошио Осаки (на японски: 大崎義雄);
- 1.12.1932 – 15.11.1933 капитан 1-ви ранг (тайса) Кунджи Танге (на японски: 丹下薫二)[17];
- 15.11.1933 – 15.11.1934 капитан 1-ви ранг (тайса) Икута Сакамото (на японски: 坂本伊久太)[18];
- 15.11.1934 – 15.11.1935 капитан 1-ви ранг (тайса) Мориджи Такеда (на японски: 武田盛治)[19];
- 15.11.1935 – 1.4.1937 капитан 1-ви ранг (тайса) Коичиро Хатакеяма (на японски: 畠山耕一郎)[20];
- 1.4.1937 – 1.12.1937 капитан 1-ви ранг (тайса) Джиро Мацунага (на японски: 松永次郎)[21];
- 1.12.1937 – 3.6.1938 капитан 1-ви ранг (тайса) Мицухара Мацуяма (на японски: 松山光治)[22];
- (изпълняващ длъжността) 3.6.1938 – 15.6.1938 капитан 1 ранг (тайса) Суето Хироше (на японски: 広瀬末人)[23];
- 15.6.1938 – 15.11.1939 капитан 1-ви ранг (тайса) Цутому Сато (на японски: 佐藤勉)[24];
- 15.11.1939 – 25.9.1940 капитан 1-ви ранг (тайса) Сукеюки Намба (на японски: 難波祐之);
- 25.9.1940 – 20.8.1941 капитан 1-ви ранг (тайса) Такахико Кийота (на японски: 清田孝彦)[25];
- 20.8.1941 – 14.11.1942 капитан 1-ви ранг (тайса) Масао Сава (на японски: 沢正雄)[26].

## Коментари
1. ↑  При влизането му в строй е класифициран като крайцер 1-ви клас (ито дзюнъйокан, по водоизместимост), от 1931 г. като клас A (ко-кю дзюнъйокан, с 8-дюймов главен калибър, т.е. тежък).
2. ↑  В оригинала подразделението се именува 戦隊 (сентай), БЯРС (Большой словарь японского языка) дава възможни преводи като „бригада“ или „дивизия“, в рускоезичната историческа литература за Тихоокеанската война се предпочита използването на втория вариант.